# 圣欧拉利娅-德尔坎波
圣欧拉利娅-德尔坎波（西班牙語：Santa Eulalia del Campo）是西班牙阿拉贡自治区特鲁埃尔省的一个市镇。总面积81平方公里，总人口1132人（2001年），人口密度14人/平方公里。